# Brière
La Brière o Gran Brière es una marisma de la costa atlántica de Francia, localizada al norte del estuario del Loira, en su desembocadura en el océano Atlántico. Los residentes de Brière se llaman brièrons. El área de Brière se incluye dentro de una vasta región de zonas húmedas que se extiende desde el golfo de Morbihan y el estuario del Vilaine, al norte, hasta las salinas de Guérande al oeste, el estuario del río Loira y el lago de Grand-Lieu al sur de Nantes. 
El territorio por el que se extiende Brière es de más de 490 km², incluyendo 170 km² de zona húmeda, en cuyo centro se encuentra la Grande Brière Mottière que abarca 70 km² y 21 comunas. La Brière es rica en flora y fauna, constituyendo de hecho uno de los Parques naturales regionales franceses. 
Tradicionalmente la navegación por este territorio se ha efectuado con las denominadas chalands (pequeñas barcazas), y las casas tenían el tejado formado con cañas, denominadas "chaumières". En la Brière se extrajo igualmente turba en épocas pasadas.

## Galería de imágenes

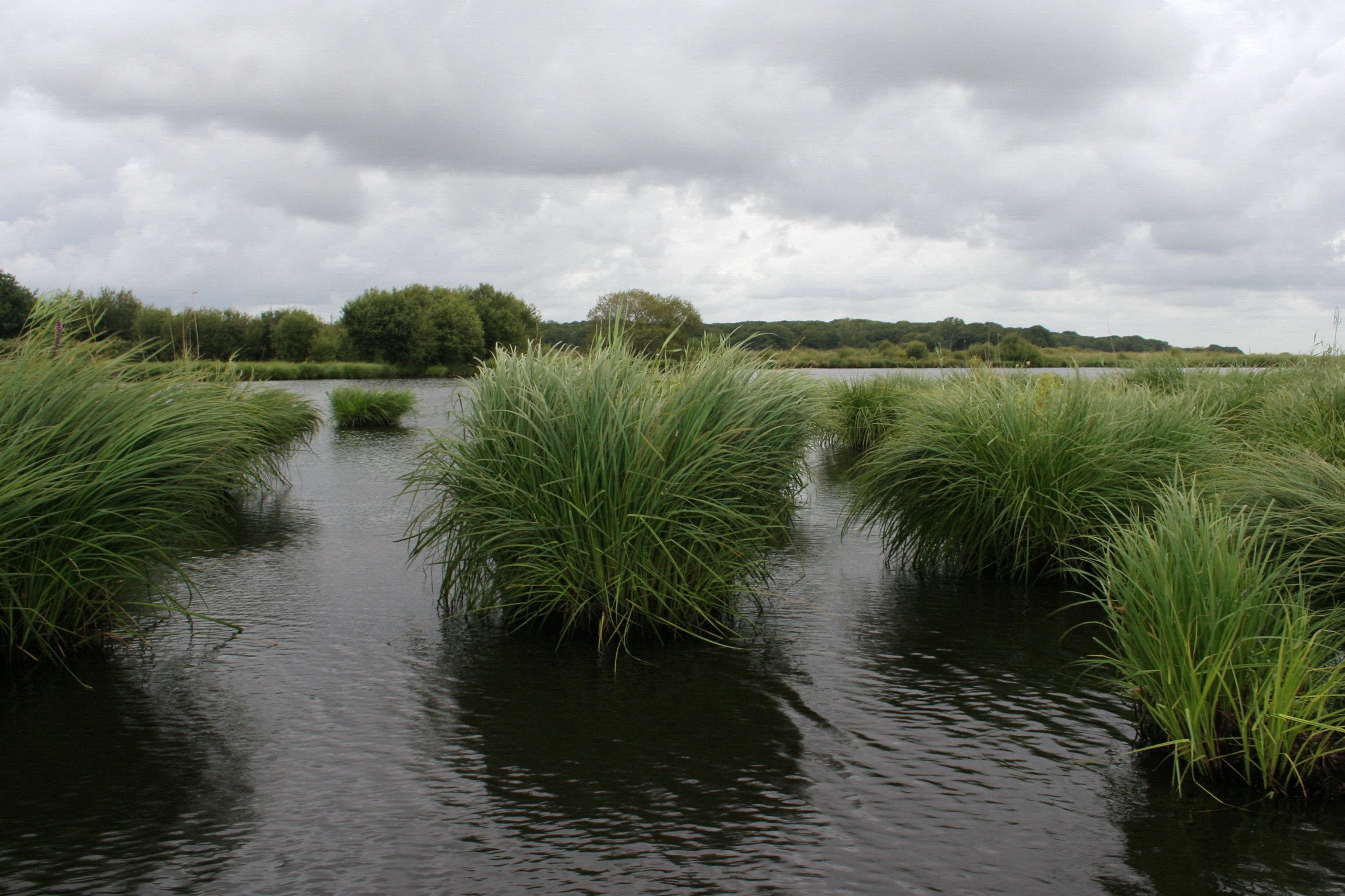
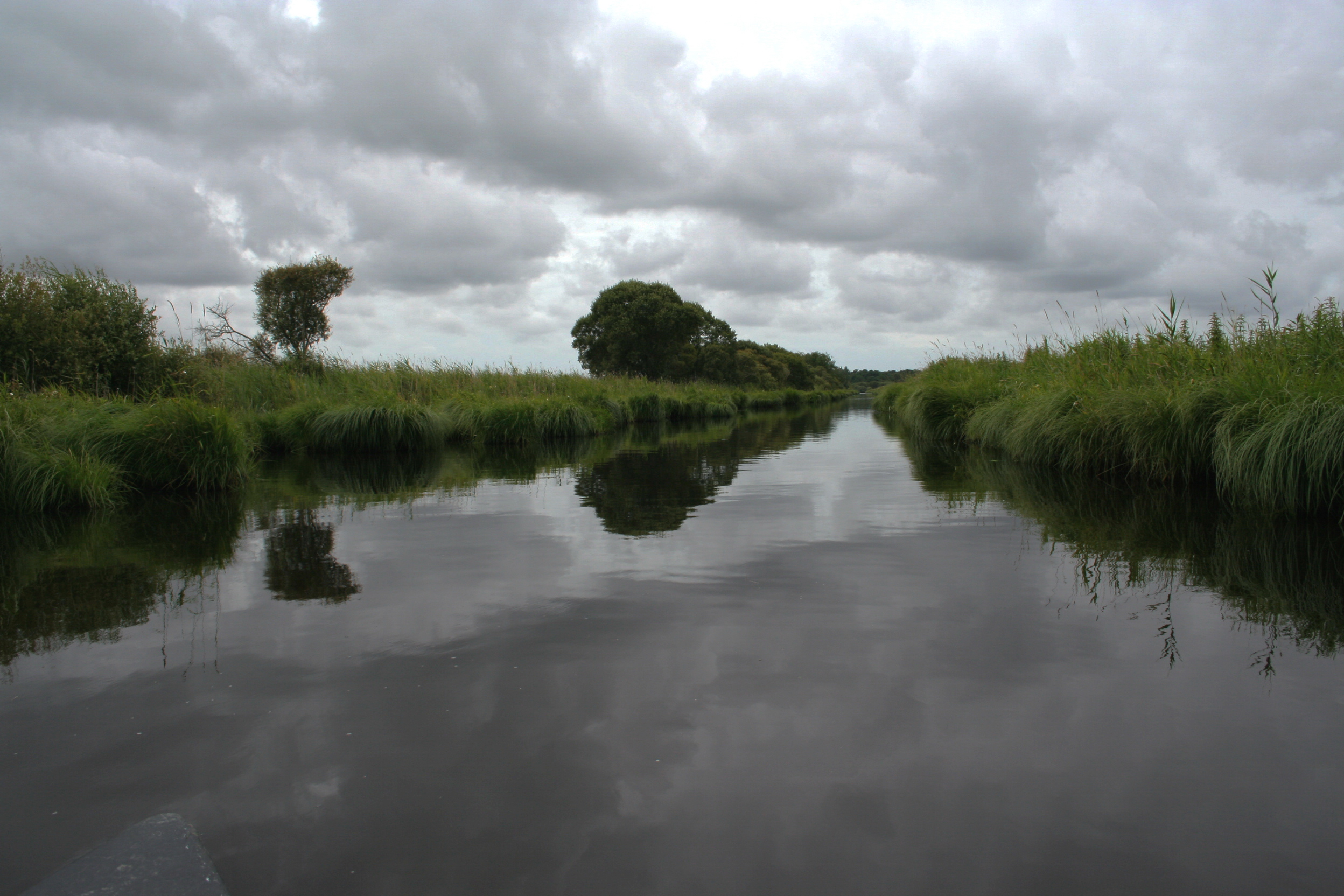
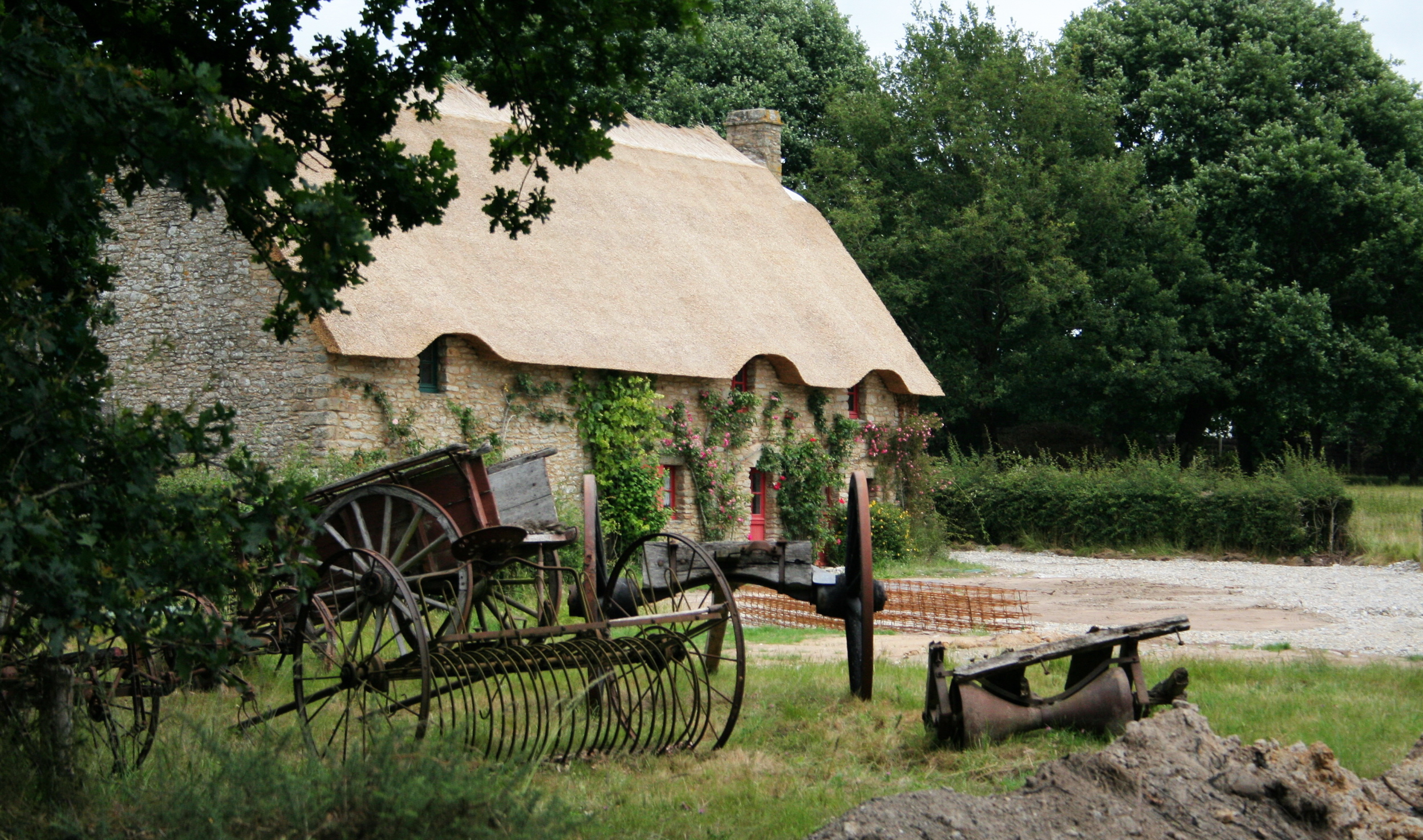
Imagen de una "chaumière"
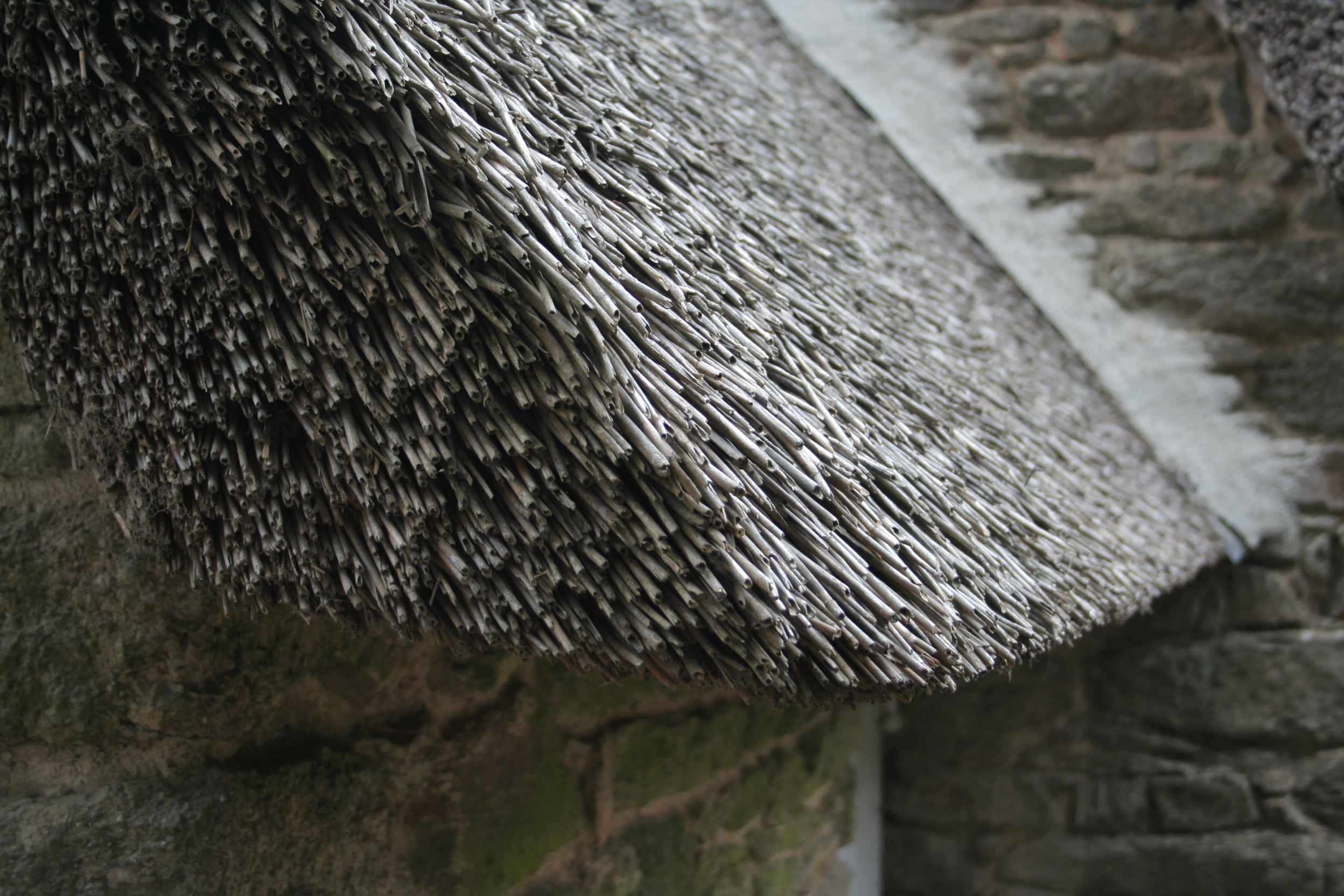
Detalle del tejado de una "chaumière"